# Associazione Calcio ChievoVerona 2000-2001
Questa voce raccoglie le informazioni riguardanti l'Associazione Calcio ChievoVerona nelle competizioni ufficiali della stagione 2000-2001.

## Stagione
Nella stagione 2000-2001 il Chievo Verona disputa il campionato di Serie B, raccoglie 70 punti con il terzo posto in classifica ed è promosso in Serie A. Il Chievo del presidente Luca Campedelli e del tecnico Luigi Delneri sale per la prima volta in Serie A. La squadra che deve il proprio nome ad un quartiere di Verona, completa la sua memorabile scalata al massimo livello del calcio nazionale, fino a 15 anni fa militava nei campionati dilettanti veronesi, al termine di un torneo condotto ad alto livello e con regolarità, senza cedimenti, i 70 punti che ha raccolto, sono infatti equamente divisi tra i gironi di andata e ritorno. Sale nella massima serie con il Torino, il Piacenza ed il Venezia. Miglior marcatore della stupenda stagione clivense è stato il toscano Bernardo Corradi autore di 12 reti. Nella Coppa Italia il Chievo viene inserito nel gruppo 1 del primo turno preliminare, che è stato vinto dal Piacenza.

## Divise e sponsor
Per la stagione 2000-2001 il fornitore tecnico è Hummel, mentre lo sponsor ufficiale è Paluani.
| Casa | Trasferta | Terza divisa |

## Rosa
| N. |                    | Ruolo | Calciatore           |
| -- | ------------------ | ----- | -------------------- |
| 1  | Italia (bandiera)  | P     | Sergio Marcon        |
| 2  | Italia (bandiera)  | P     | Giorgio Frezzolini   |
| 3  | Italia (bandiera)  | D     | Andrea Guerra        |
| 4  | Italia (bandiera)  | C     | Mauro Zironelli      |
| 5  | Italia (bandiera)  | C     | Eugenio Corini       |
| 6  | Italia (bandiera)  | D     | Maurizio D'Angelo    |
| 7  | Italia (bandiera)  | C     | Simone Barone        |
| 8  | Brasile (bandiera) | C     | Eriberto             |
| 9  | Italia (bandiera)  | A     | Bernardo Corradi     |
| 10 | Italia (bandiera)  | A     | Raffaele Cerbone     |
| 11 | Italia (bandiera)  | C     | Daniele Franceschini |
| 12 | Italia (bandiera)  | P     | Paolo Codognola      |
| 13 | Italia (bandiera)  | D     | Enrico Franchi       |
| 14 | Italia (bandiera)  | C     | Dario Passoni        |
| 15 | Italia (bandiera)  | D     | Luca Mezzano         |
| 15 | Italia (bandiera)  | D     | Ivan Franceschini    |

| N. |                   | Ruolo | Calciatore           |
| -- | ----------------- | ----- | -------------------- |
| 16 | Italia (bandiera) | C     | Christian Manfredini |
| 17 | Italia (bandiera) | C     | Fabio Ferraresi      |
| 18 | Italia (bandiera) | D     | Francesco Carbone    |
| 18 | Italia (bandiera) | D     | Davide Zoboli        |
| 19 | Italia (bandiera) | A     | Sergio Pellissier    |
| 20 | Italia (bandiera) | A     | Enrico Fantini       |
| 21 | Italia (bandiera) | D     | Moreno Longo         |
| 22 | Italia (bandiera) | C     | Giorgio Gorgone      |
| 23 | Italia (bandiera) | D     | Salvatore Lanna      |
| 24 | Italia (bandiera) | A     | Federico Cossato     |
| 25 | Italia (bandiera) | D     | Lorenzo D'Anna       |
| 26 | Italia (bandiera) | D     | Luigi Martinelli     |
| 27 | Italia (bandiera) | D     | Fabio Moro           |
| 28 | Italia (bandiera) | C     | Michele Baldi        |
| 29 | Italia (bandiera) | A     | Luca Corradi         |
| 30 | Italia (bandiera) | A     | Ciro De Cesare       |

## Risultati

### Serie B

#### Girone di andata
| Arbitro: | Palmieri (Cosenza) |

|             |           |  |
| Eriberto 9’ | Marcatori |  |

| Arbitro: | Treossi (Forlì) |

|                   |           |  |
| Grabbi 84’ (rig.) | Marcatori |  |

| Arbitro: | Trefoloni (Siena) |

|                               |           |            |
| B. Corradi 31’ F. Cossato 84’ | Marcatori | 49’ Fanesi |

| Arbitro: | Cassarà (Palermo) |

|  |           |                         |
|  | Marcatori | 58’ Eriberto 68’ Corini |

| Arbitro: | Dondarini (Finale Emilia) |

|            |           |                   |
| Sulcis 60’ | Marcatori | 59’ (rig.) Corini |

| Arbitro: | Borriello (Mantova) |

|                              |           |                       |
| B. Corradi 14’ De Cesare 35’ | Marcatori | 38’ Sturba 56’ Scarpa |

| Ravenna 22 ottobre 2000 7ª giornata | Ravenna                   | 0 – 0 referto | Chievo | Stadio Bruno Benelli (2 771 spett.)\| Arbitro: \| Dondarini (Finale Emilia) \| |
| Arbitro:                            | Dondarini (Finale Emilia) |               |        |                                                                                |

| Arbitro: | Trefoloni (Siena) |

|                |           |  |
| B. Corradi 26’ | Marcatori |  |

| Arbitro: | Dondarini (Finale Emilia) |

|                |           |  |
| Manfredini 57’ | Marcatori |  |

| Arbitro: | Serena (Bassano del Grappa) |

|            |           |  |
| Riccio 63’ | Marcatori |  |

| Arbitro: | Dondarini (Finale Emilia) |

|                                            |           |                      |
| Moro 18’ B. Corradi 21’ De Cesare 67’, 74’ | Marcatori | 1’ Schwoch 71’ Pinga |

| Arbitro: | Cassarà (Palermo) |

|                 |           |             |
| C. Esposito 28’ | Marcatori | 59’ Fantini |

| Arbitro: | Gabriele (Frosinone) |

|  |           |                          |
|  | Marcatori | 27’ (rig.), 83’ Palmieri |

| Arbitro: | Pieri (Genova) |

|            |           |                                       |
| Pisano 14’ | Marcatori | 53’ (rig.) Corini 83’ D. Franceschini |

| Arbitro: | Zaltron (Bassano del Grappa) |

|                                                                           |           |            |
| Manfredini 33’ De Cesare 36’ Corini 42’ (rig.), 80’ (rig.) B. Corradi 53’ | Marcatori | 32’ Branca |

| Arbitro: | Ayroldi (Molfetta) |

|            |           |  |
| Caccia 68’ | Marcatori |  |

| Arbitro: | De Santis (Tivoli) |

|                        |           |             |
| Barone 7’ Eriberto 74’ | Marcatori | 50’ Maniero |

| Arbitro: | Cassarà (Palermo) |

|               |           |                |
| Di Michele 2’ | Marcatori | 60’ B. Corradi |

| Arbitro: | Cesari (Genova) |

|                         |           |             |
| De Cesare 38’ Lanna 87’ | Marcatori | 85’ Cavallo |

#### Girone di ritorno
| Arbitro: | Bonfrisco (Monza) |

|  |           |               |
|  | Marcatori | 42’ De Cesare |

| Arbitro: | Ayroldi (Molfetta) |

|                                    |           |                   |
| Corini 33’ (rig.) B. Corradi 90+1’ | Marcatori | 45’ (rig.) Grabbi |

| Arbitro: | Soffritti (Ferrara) |

|  |           |                                    |
|  | Marcatori | 53’ Manfredini 88’ D. Franceschini |

| Arbitro: | Preschern (Mestre) |

|                                                 |           |                |
| Corini 38’ (rig.) F. Cossato 61’ B. Corradi 90’ | Marcatori | 12’ Pagliarini |

| Arbitro: | Paparesta (Bari) |

|                           |           |           |
| Barone 40’ Manfredini 53’ | Marcatori | 77’ Suazo |

| Padova 5 marzo 2001 25ª giornata | Cittadella          | 0 – 0 referto | Chievo | Stadio Euganeo (5 079 spett.)\| Arbitro: \| Borriello (Mantova) \| |
| Arbitro:                         | Borriello (Mantova) |               |        |                                                                    |

| Verona 11 marzo 2001 26ª giornata | Chievo         | 0 – 0 referto | Ravenna | Stadio Marcantonio Bentegodi (4 133 spett.)\| Arbitro: \| Pieri (Genova) \| |
| Arbitro:                          | Pieri (Genova) |               |         |                                                                             |

| Arbitro: | Borriello (Mantova) |

|                                                |           |                    |
| Parente 5’ M. Vieri 17’, 36’, 90+3’ Favo 90+1’ | Marcatori | 7’, 31’ B. Corradi |

| Arbitro: | Rosetti (Torino) |

|              |           |            |
| Iacopino 15’ | Marcatori | 86’ Barone |

| Arbitro: | Treossi (Forlì) |

|                     |           |            |
| D. Franceschini 44’ | Marcatori | 87’ Baiano |

| Torino 6 aprile 2001 30ª giornata | Torino                                 | 0 – 0 referto | Chievo | Stadio delle Alpi (27 643 spett.)\| Arbitro: \| Pellegrino (Barcellona Pozzo di Gotto) \| |
| Arbitro:                          | Pellegrino (Barcellona Pozzo di Gotto) |               |        |                                                                                           |

| Arbitro: | Cassarà (Palermo) |

|                |           |              |
| Manfredini 24’ | Marcatori | 22’ D'Aversa |

| Arbitro: | Saccani (Mantova) |

|  |           |                               |
|  | Marcatori | 19’ B. Corradi 70’ F. Cossato |

| Arbitro: | Cesari (Genova) |

|                              |           |              |
| Manfredini 80’ De Cesare 85’ | Marcatori | 76’ A. Fiore |

| Arbitro: | Morganti (Ascoli Piceno) |

|          |           |                                        |
| Ganci 7’ | Marcatori | 54’ F. Cossato 74’ Barone 86’ Eriberto |

| Arbitro: | Nucini (Bergamo) |

|                |           |            |
| Manfredini 18’ | Marcatori | 24’ Artico |

| Arbitro: | Rodomonti (Teramo) |

|                          |           |                |
| Di Napoli 5’ Bazzani 78’ | Marcatori | 65’ F. Cossato |

| Arbitro: | Palmieri (Cosenza) |

|                          |           |  |
| De Cesare 70’ D'Anna 86’ | Marcatori |  |

| Arbitro: | Farina (Novi Ligure) |

|            |           |                |
| Scalzo 73’ | Marcatori | 58’ B. Corradi |

### Coppa Italia

#### Fase preliminare girone 1
| Arbitro: | Morganti (Ascoli Piceno) |

|                         |           |                                              |
| Di Bin 50’ La Canna 66’ | Marcatori | 33’, 85’ (rig.) Corini 90+1’ D. Franceschini |

| Arbitro: | Cassarà (Palermo) |

|                  |           |           |
| Cerbone 21’, 68’ | Marcatori | 90’ Ganci |

| Arbitro: | Preschern (Mestre) |

|               |           |                                  |
| B. Corradi 2’ | Marcatori | 23’ Cacia 27’ Gautieri 37’ Tosto |